# Donkey Konga
Donkey Konga (яп. ドンキーコンガ Донки: Конга) — видеоигра для GameCube с гориллой Донки Конгом в главной роли, разработанная фирмой Namco и опубликованная Nintendo. Вместо привычных контроллеров в игре может использоваться специальный контроллер DK Bongos, который напоминает два небольших там-тама. Обычный контроллер также может использоваться, но не рекомендован.
Donkey Konga разработан той же командой, которая создала популярную серию игр Taiko no Tatsujin. Список песен включает такие хиты, как «Louie Louie» (Ричард Берри), «We Will Rock You» (Queen), «Shining Star» (Earth, Wind & Fire), «Rock Lobster» (The B-52s), «Born Too Slow» (The Crystal Method) и многие другие. В игре также присутствуют треки из серий Mario, Legend of Zelda и других игр Nintendo.

## Игровой процесс
Игрок ударяет по барабанам (одной или обеими руками) и хлопает в ладоши (звук хлопка обнаруживается микрофоном, встроенным в контроллер) в такт музыке. Символы, которые появляются на экране и плывут справа налево, указывают какие действия должен выполнять игрок. Успехи в игре заполняют строку, говорящую о том, сколько пунктов необходимо заработать, и позволяют заработать монеты, за которые можно открыть различные добавления в игре, как, например, новые песни, мини-игры, или позволят заменять обычные звуки на другие.
На легчайшем уровне игры, «Monkey», между символами идут большие пропуски и удары соответствуют ритму в музыке. На более трудных уровнях, «Chimp» и «Gorilla» символы появляются чаще, часто группами, и игроку необходимо прислушиваться к музыке.
В многопользовательском режиме могут принимать участие до четырёх игроков (как в командной игре, так и в дуэльном режиме).
Японская, европейская и американская версии отличаются списком песен. Различные версии имеют различное число треков — от 31 до 33 песен.

## История
Донки Конг и Дидди Конг прогуливаются по пляжу и натыкаются на необычные предметы, которые напоминают им бочки. Решив, что тут замешан Кинг К. Рул, они забирают их и показывают Крэнки Конгу. Крэнки объясняет им, что это бонго, и Донки пытается играть на них. Дидди тоже пробует сыграть на них. Затем, после того, как Донки хлопает в ладоши, бонго начинают светиться. Крэнки поясняет, что внутри барабанов скрыты некие силы. Донки и Дидди продолжают играть, но у них получается не очень хорошо. Крэнки советует им практиковаться. Поначалу они противятся совету, но затем понимают, что чем лучше они играют, тем больше бананов могут получить, и поэтому начинают практиковаться.

## Сиквелы
Появились два продолжения, Donkey Konga 2 и Donkey Konga 3. Donkey Konga 2 был выпущен во всех регионах, но неизвестно, будет ли выпущен Donkey Konga 3 за пределами Японии.
Сиквелы повторяют идею оригинала, изменения касаются новых песен, мини-игр, фоновых картинок и новых персонажей.

## Оценки и награды
| Сводный рейтинг | Сводный рейтинг |
| Агрегатор       | Оценка          |
| --------------- | --------------- |
| GameRankings    | 77,67 %         |

- 2005 Game Developers Choice Awards
  - Game Innovation Spotlights

Donkey Konga получила премию BAFTA в области игр 2005 года в номинации «Children's».